# بلاكفوت (ديانة)
بلاكفوت، أو سيكسيكا، هي إحدى قبائل سكان أمريكا الأصليين الذين يعيشون حاليا في ولاية مونتانا الأميركية ومقاطعة ألبرتا الكندية. كانوا يعيشون في شمال وغرب منطقة البحيرات العظمى وجاء للمشاركة في ثقافة السهول الهندية. بحسب أساطير البلاكفوت، وهناك عالم خارق يهيمن فوق عالمنا الطبيعي من قبل الشمس. الشمس، أو الخالق («ناه-تو-سي» أي الجبار أو المقدس) خلق الأرض وكل شيء في الكون.

## الأساطير
يتجسد ناهتوسي أحيانا كـ«نابي» الأسطوري الباطني، أو كـ«الأولد مان» (العجوز). وقد أُرسل نابي من قبل ناهتوسي ليعلمنا كيف نعيش مثله ومثل زوجته «كساه-كوم-أوكل» (امرأة الأرض)، حياة بالخطيئة.
بالنسبة لأساطير بلاكفوت، هناك رقمين مهمين: الأربعة، ممثلة الاتجاهات الرئيسية، والسبعة، ممثلة نقاط المبدأ الستة مع الوسط. يتم الاتصال بين العالم الخارق والبلاكفوت من خلال رؤى الأرواح، والتي قد تمنح من خلال الأغاني والطقوس. تشمل الطقوس «رقصة الشمس» ويسميها البلاكفوت بالإنكليزية «ميديسن لودج» (نزل الطب). كما منحهم نابي الرؤى، التي ادت إلى موسيقى البلاكفوت: «الآن، إذا غلبت، اذهب ونام فتحصل على السلطة. سيأتي لك شيء في حلمك، من شأنها أن تساعدك. مهما قالت لك هذه الحيوانات، عليك الانصياع لهم...مهما كانت إجابات الحيوانات لصلاتك، يجب الاستماع اليه.» 

## متفرقات
أبيكوني هو مخترع التبغ، وهو أول من قتل في حرب مستخدما عصا من شجر عصا الحور.
إلـ«ستا أو» هي نوع من الأشباح، وتحديدا اشباح من الرجال والنساء القساة. يعيش معظم المتوفين في أجزاء معينة من التلال، ولكن يتسكع الستا أو في المخيمات. يجلب سوء الحظ ويسبب ضررا للاحياء، لا سيما عند غروب الشمس وبعد حلول الظلام.

## رقصة البافالو

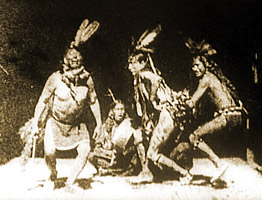
رقصة البافالو

يعتبر ثور الجاموس الأميركي (البافالو) من أساسيات من مصادر الغذاء ولغيرها من الاحتياجات. وكان أسلوب صيده النموذجي هو دفع القطيع نحو هاوية، ثم تقطيع لحومهم بعد مقتلهم في أسفل المنحدر. استخدمت أساليب مماثلة في أوروبا القديمة.
يقوم الشامان (طبيب أو ساحر القبيلة) في الليلة السابقة بمراسم تدخين التبغ والصلاة للشمس. لا يسمح لزوجاتهم وترك موطئهم، ولا حتى النظر إلى الخارج، حتى يرجع، بل كان عليهم الصلاة للشمس باستمرار وحرق العشب الحلو. يقود الشامان، وهو مرتديا رأس جاموس كغطاء على رأسه، مجموعة من الناس على رأس تشكيل مثلث. يجذب انتباه القطيع ليدفعه ناحية جرف؛ ثم يقوم رجال آخرين يختبئون وراءهم باخافتهم فجأة بالصراخ وتلويح بثيابهم. يركض الثيران ناحية الهاوية ليقتل على الصخور في أسفلها.
وفقا للأسطورة، رفض الجواميس في مرحلة ما الذهاب إلى حافة الهاوية. عندها رأت امرأة القطيع تسير عند حافة الجرف، فتعهدت أن تتزوج الذي يقفز إلى الأسفل. قفزت واحدة ونجت، بينما قتل العديد من البافالو في أسفل المنحدر. أكل جماعة المرأة لحم الثيران بينما ذهبت هي مع الجواميس. ذهب والدها ليبحث عنها. عند توقفه للراحة، طلب من العقعق البحث عن ابنته ليقول له عن مكانها. وجد العقعق المرأة ودلها عن مكان والدها. والتقت الامرأة بوالدها لكنها رفضت العودة إلى ديارهم، خائفة من قيام الجواميس بقتل والدها، عرضت الانتظار حتى يغطون في نومهم ولن يفتقدوها لبعض الوقت. وعندما عادت إلى الثيران، شم زوجها الثور رائحة شخص آخر فجمع قطيعه ووجدوا الأب وداسوا عليه حتى الموت. بكت المرأة فوعدها زوجها بالسماح لهما بالعودة إلى قبيلتهم ان استطاعت إعادة والدها للحياة. طلبت المرأة من العقعق البحث عن قطعة من جسد والدها، فوجد قطعة من عموده الفقري. فغطت الامرأة العظمة بردائها، وغنت أغنية. نجحت في إعادة والدها إلى الحياة. انبهر زوجها بالعمل، فعلمها رقصة تجذب الثيران وتضمن النجاح في تعقبهم وصيدهم كما تعيدهم إلى الحياة، تماما كما استعادت امرأة والدها في الحياة. عاد الأب وابنته إلى القبيلة وعلموا الرقصة لمجموعة صغيرة من الرجال، الذين عرفوا بـ «ل-كن-أوه-كاه-تسي» («مواطنين»).
وللبلاكفوت رقصة أخرى تسمى رقصة العشب، التي تعلموها من اسينيبوين في 1890s. (Nettl، 1989، P.106)

## المصدر
1. ↑  نيتل

- نيتل، برونو (1989). الفكر البلاكفوت الموسيقي: منظورات مقارنة. أوهايو: دار نشر جامعة كينت الحكومية. ISBN 0-312-07572-3.